# Wim Poncia
Wilhelmus Johannes (Wim) Poncia (Amsterdam, 11 juni 1914 - aldaar, 20 juli 2000) was een Nederlandse acteur, die in veel tv-kinderprogramma’s speelde. Hij werd vooral bekend als Meneer Hiep in de televisieserie Pipo de Clown.
De carrière van Poncia begon in 1927, toen hij op zijn dertiende jaar een rol speelde in de theatervoorstelling Sonny Boy. Hij speelde verder veel in revues en volkstoneelstukken. Van 1956 tot 1971 werkte hij bij de Nederlandse Comedie. Hij speelde ook een rol in de film Blue Movie.
De kleine acteur Poncia moest het vooral van typetjes hebben.